# فيلدفيبل
```
فيلدفيبل
 ( 
Fw
 أو 
F
 ) ، حرفيًا "الدخول الميداني"، هي رتبة من رتب 
ضباط
 الصف (NCO) في العديد من البلدان. نشأت الرتبة في ألمانيا، وتستخدم أيضًا في سويسرا وفنلندا والسويد وإستونيا. تم استخدام تصنيف الرتبة (التصنيف الذي تنتمي اليه الرتبة) أيضًا في روسيا والنمسا والمجر وبلغاريا.
```

## ألمانيا
قامت أفواج لاندسكنيشت بتركيب Feldwaibel (ماخوذة من feld بالالمانية وتعني field بالإنجليزية أي حقل) لأول مرة لإبقاء الرجال على خط المعركة.
تستخدم الرتبة في الجيش الألماني والقوات الجوية الألمانية. 
تصنف تحت تصنيفـ OR6 في الناتو، أي ما يعادل رتبة -في الجيش الأمريكي- رقيب أركان أو رتبة رقيب في الجيش البريطاني/سلاح الجو الملكي البريطاني.
في سياق الجيش/القوات الجوية، تمت معالجة ضباط الصف من هذه الرتبة رسميًا باسم هير فيلدويبيل.

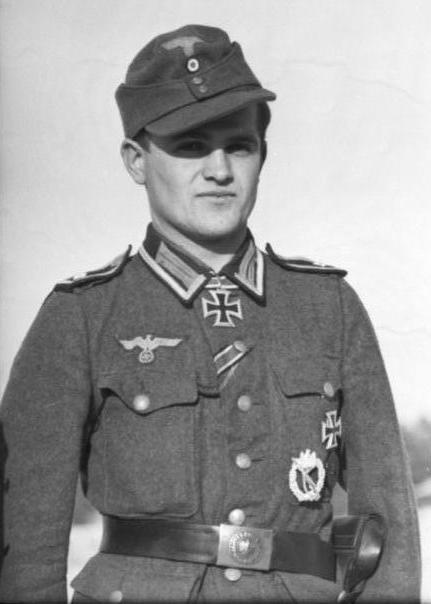
فيلدفيبل ألماني في روسيا (1943)

فيما يلي تسلسل الرتب (من أعلى إلى أسفل) في تلك المجموعة بالذات:
- OR-9: Oberstabsfeldwebel / أوبرشتابسبوتسمان
- OR-8: شتابسفيلدفيبل / Stabsbootsmann
- OR-7: Hauptfeldwebel / Hauptbootsmann
- OR-6A: أوبرفيلدفيبل / Oberbootsmann
- OR-6b: Feldwebel / Bootsmann

## النمسا
فيلدفيبل كان رتبة للمشاة في الجيش النمساوي المجري (1867-1918). قد تكون مماثلة لرتبة OR8. 